# Lac de l'Enfer (Lac-Pikauba)
Pour les articles homonymes, voir Lac de l'Enfer.
Le lac de l’Enfer est un plan d'eau douce dans le bassin versant de la rivière à Mars et de la rivière Saguenay. Le lac de l’Enfer est situé dans le territoire non organisé de Lac-Pikauba, dans la MRC de Charlevoix, dans la région administrative de la Capitale-Nationale, dans la province de Québec, au Canada. Le lac de l’Enfer est situé dans la partie nord de la réserve faunique des Laurentides.
Le bassin versant du lac de l’Enfer est surtout desservi indirectement par la route forestière R0287 qui passe du côté sud-ouest en longeant un segment supérieur de la rivière du Moulin. Cette dernière route se relie vers le nord à la route 175 qui relie la ville de Québec à Saguenay. Quelques autres routes forestières secondaires desservent le secteur pour les besoins la foresterie et des activités récréotouristiques.
La foresterie constitue la principale activité économique du secteur ; les activités récréotouristiques, en second.
La surface du lac de l’Enfer est habituellement gelée du début de décembre à la fin mars, toutefois la circulation sécuritaire sur la glace se fait généralement de la mi-décembre à la mi-mars.

## Géographie
Les principaux bassins versants voisins du lac de l’Enfer sont :
- côté nord : bras de l'Enfer, ruisseau des Conscrits, rivière à Mars, bras Sec, lac Georges ;
- côté est : lac Georges, rivière à Mars, lac Ha! Ha!, rivière Ha! Ha! ;
- côté sud : lac du Moulin, rivière Cyriac, lac Pikauba, lac Decoigne ;
- côté ouest : rivière du Moulin, rivière Cyriac, ruisseau Vermette, Petite rivière Pikauba[2].

Le lac de l’Enfer comporte une longueur de 2,0 km, une largeur de 0,7 km et une altitude de 853 m. Ce lac est situé dans la réserve faunique des Laurentides dans le massif des Laurentides. Ce lac comporte une presqu’île rattachée à la rive sud-est s’étirant sur 0,6 km vers le centre du lac.
Ce lac est surtout alimenté par la décharge (venant du nord) du lac Lucifer et par le bras de l'Enfer. L’embouchure de ce lac est située à :
- 1,2 km au sud-ouest du lac Georges ;
- 2,1 km au nord-est du cours de la rivière du Moulin ;
- 2,2 km au nord-est de la route forestière R0287 ;
- 3,0 km au sud-ouest du sommet (altitude : 1 030 m du mont des Conscrits ;
- 6,9 km au sud-ouest de la confluence du bras de l’Enfer et de la rivière à Mars ;
- 8,5 km au nord-est du cours de la rivière Cyriac ;
- 18,5 km au sud-ouest du lac Ha! Ha![2].

À partir de l’embouchure du lac de l’Enfer, le courant suit successivement le cours du bras de l'Enfer sur 13,4 km généralement vers le nord, puis vers l’est, le cours de la rivière à Mars sur 55,3 km généralement vers le nord et le cours de la rivière Saguenay sur 126,1 km vers l’est jusqu’à Tadoussac où il conflue avec l’estuaire du Saint-Laurent.

## Toponymie
Le toponyme « Lac de l'Enfer » a paru dans le Dictionnaire des rivières et des lacs de la province de Québec (1925), page 256.
Le toponyme « Lac de l'Enfer » a été officialisé le 1er juin 1971 par la Commission de toponymie du Québec.